# Anunciação (El Greco)
Anunciação é uma pintura a óleo sobre tela tradicionalmente atribuída a El Greco e usualmente datada por volta de 1600. A obra integra um conjunto composto por ao menos sete versões quase idênticas, de graus variados de qualidade, todas tradicionalmente creditadas a El Greco e datadas entre 1595 e 1605. O tema da anunciação do anjo à Virgem Maria foi frequentemente tratado por El Greco e o conjunto de versões a qual pertence a obra em pauta parece derivar da composição homônima elaborada pelo artista para o tríptico de Módena, obra de juventude executada entre o fim do período cretense e o início do período veneziano.
A Anunciação é uma obra emblemática do caráter "expressionista" da arte de El Greco, fulgurante de luzes, cores e acordes cromáticos, em que a cenografia é composta por zonas plasticamente distintas, mas interligadas por movimentos ascensoriais e entrecortadas pela presença de luzes místicas e lampejos flamejantes. A pintura está relacionada ao período final da vida do artista em Toledo, em que sua produção assume uma postura mais religiosa, em comparação àquela de seu período italiano, alienando-se dos recursos tradicionais da estética renascentista - talvez por influência das novas doutrinas elaboradas pela Contra-Reforma. A obra em pauta é conservada no Museu de Arte de São Paulo (MASP) desde 1952.

## Iconografia

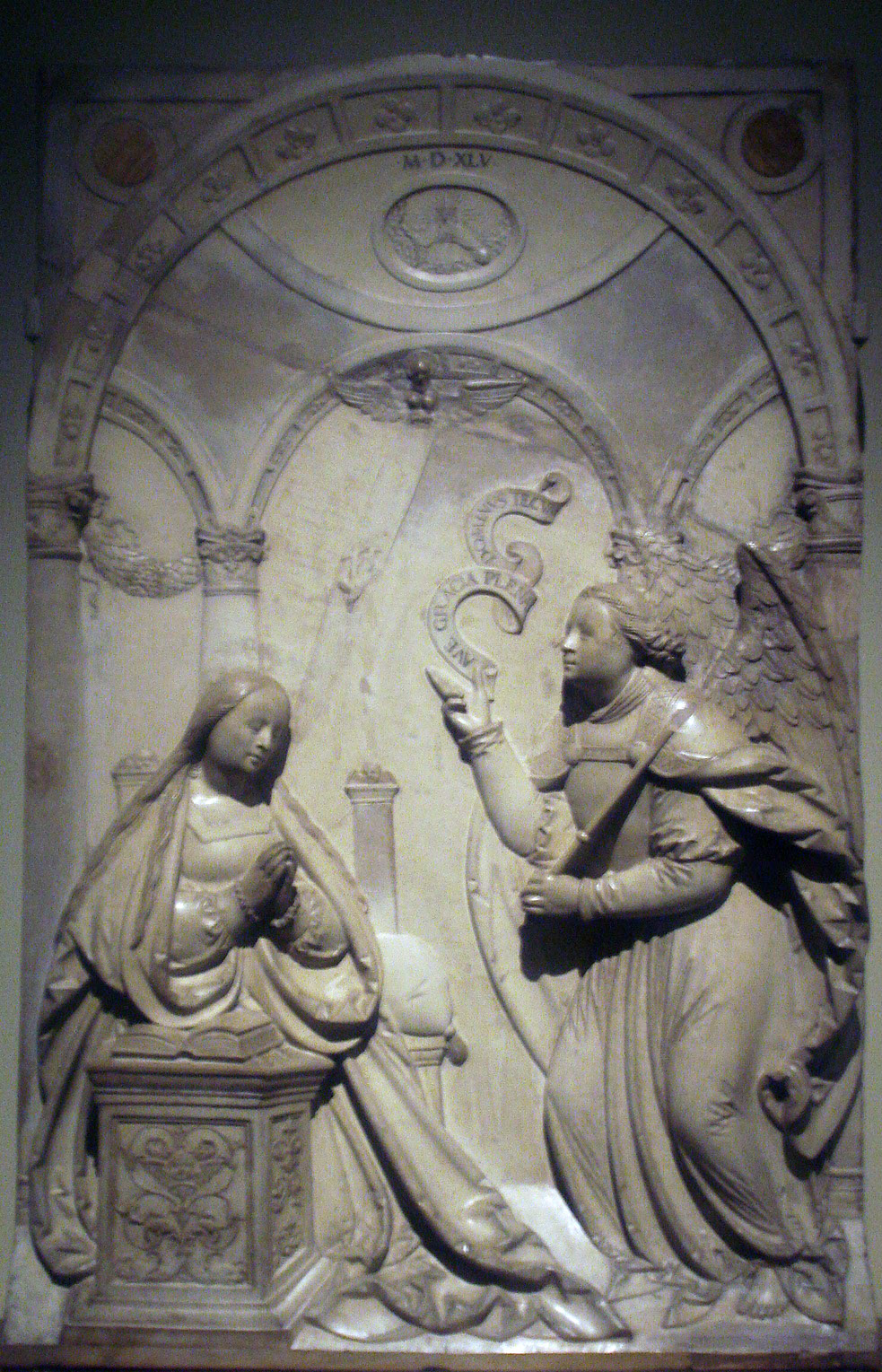
Anunciação, de Loy Hering (1545). Taft Museum of Art, Cincinnati.

A representação da Anunciação é um dos temas mais populares da arte cristã, encontrando paralelo somente nas imagens da Virgem com o Menino e da crucificação. O episódio é narrado tanto em textos canônicos quanto em textos apócrifos. Segundo a narrativa em Lucas 1:26–48, o arcanjo Gabriel foi enviado por Deus para anunciar à Virgem Maria, esposa de José, descendente da casa de Davi, que ela seria mãe de Jesus, "Filho de Deus":
| “ | Não temas, pois achaste graça diante de Deus. Hás de conceber no teu seio e dar à luz um filho, ao qual porás o nome de Jesus. Será grande e vai chamar-se Filho do Altíssimo. O Senhor Deus vai dar-lhe o trono de seu pai Davi, reinará eternamente sobre a casa de Jacó e o seu reinado não terá fim. | ” |

Diante de um questionamento de Maria ("Como se fará isto se não conheço varão?"), o anjo teria replicado: "O Espírito Santo virá sobre ti e a força do Altíssimo estenderá sobre ti a sua sombra. Por isso, aquele que vai nascer é Santo e será chamado Filho de Deus." Maria aceita seu destino: "Eis a serva do Senhor, faça-se em mim segundo a tua palavra".
A iconografia da anunciação surgiu no Oriente Médio, onde a festa de Nossa Senhora da Anunciação é comemorada desde ao menos o século V, estendendo-se em seguida para todo o mundo cristão. A representação tradicional traz Maria posicionada à direita e o anjo posicionado à esquerda do observador, com Gabriel assumindo a postura de quem fala e a Virgem a de quem escuta e aceita. Maria era indistintamente representada como uma simples donzela, por vezes costurando um pano, simbolizando, de acordo com o Evangelho de João (10:1), o "o tecer do véu do Templo". O anjo era representado em postura ereta, com semblante inequivocamente masculino, por vezes estendendo a mão direita em direção à Virgem. No decorrer da Idade Média, a representação do episódio foi se tornando gradualmente mais complexa, desde a elaboração das vestimentas de Maria e do anjo até a inclusão de símbolos místicos, como ramos de lírio, um poço ou um recipiente com água, símbolos da pureza.
No século XII, tornou-se habitual a representação da Virgem da Anunciação segurando a Bíblia em suas mãos, como uma premonição de seu próprio destino. Integraram-se à iconografia a pomba branca ou uma luz divina, simbolizando o Espírito Santo. No sul da Europa, era frequente a ambientação da cena em jardins e palácios, ao passo que os artistas do norte preferiam retratar o episódio em ambientes domésticos ou eclesiásticos. Já no Renascimento, tornou-se comum a substituição da Bíblia por um livro de horas. A Virgem não mais era representada somente em atitude de resignação, mas também surpreendida pela visita do anjo. A dramaticidade deste ato, de efeito visual mais efetivo, foi continuamente explorada pelos artistas do Maneirismo e do Barroco. A iconografia tornou-se menos rígida, dando aos artistas certa liberdade inventiva. É nesse último contexto que se situam as inúmeras representações do episódio feitas por El Greco, ainda que suas obras façam uso frequente de certos atributos da iconografia medieval, sobretudo em sua vertente bizantina.

## Anunciações de El Greco

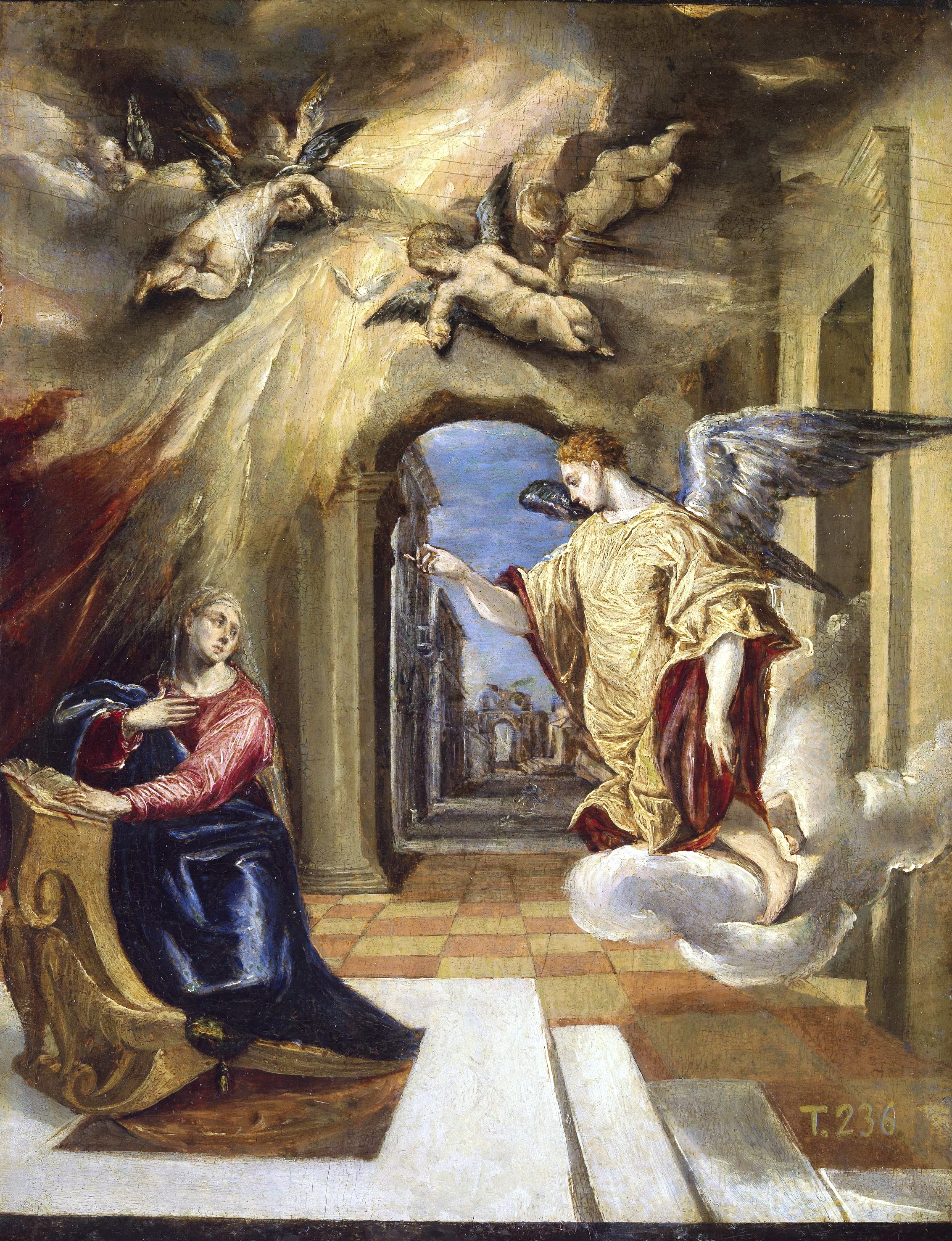
El Greco. Anunciação (c. 1570). Museu do Prado, Madri.

O tema da anunciação foi frequentemente tratado por El Greco, fazendo-se presente ao longo de toda sua trajetória artística, de sua chegada à Veneza aos seus últimos anos de vida. No inventário de obras do ateliê do artista, realizado no momento de seu falecimento, por exemplo, cinco pinturas desse tema estão registradas. A mais antiga representação do episódio atribuída ao artista data do início de seu período veneziano (c. 1567). Trata-se de um dos painéis do tríptico de Módena (conservado na Galleria Estense), obra representativa do período de transição entre o estilo pós-bizantino de sua nativa Creta e a poética tipicamente latino-européia com que entrou em contato em Veneza e Roma. A obra apresenta um desenho ainda inseguro, pouco maduro, o que leva alguns especialistas a duvidarem da autoria de El Greco. Já no fim do seu período veneziano, o artista executou uma segunda Anunciação (Museu do Prado, c. 1570), finalizada pouco antes de sua partida para Roma. A obra já demonstra importantes avanços plásticos em relação ao painel de Módena, evidenciando a assimilação de alguns dos elementos formais da arte italiana por parte do autor e permitindo estabelecer paralelos com a poética de mestres como Michelangelo e Ticiano.
As Anunciações do período romano são caracterizadas por uma técnica mais refinada e por composições mais harmoniosas. Data desse período a aproximação de El Greco do miniaturista Giulio Clovio, que deve ter exercido sobre o artista considerável influência. Clovio é autor de um célebre livro de horas dedicado à vida da Virgem, que pode ter servido de inspiração para que El Greco executasse algumas de suas telas. Em comum, as Anunciações de Veneza e Roma trazem a preocupação com a ambientação e com o tratamento conferido à arquitetura e à perspectiva. Em suma, são obras fortemente influenciadas pela estética do Alto Renascimento - sobretudo a de Michelangelo. Em algumas obras, El Greco chega a fazer uso do piso quadriculado como forma de acentuar a perspectiva, um recurso bastante utilizado pelos pintores renascentistas da Itália e do norte da Europa.

El Greco. Anunciação (1596-1600). Museu do Prado, Madri.

Em Toledo, sobretudo nas últimas décadas de vida do pintor (período em que se insere a obra em pauta e suas variações) essas características formais de suas Anunciações "italianas"  seriam profundamente modificadas. El Greco mostra-se mais interessado no tratamento das figuras e seu estilo demonstra uma atitude muito mais religiosa, se comparado ao período anterior. Provavelmente por influência das doutrinas advindas da Contra-Reforma, o artista passa a conferir menos importância à cenografia, às representações arquitetônicas e outros recursos visuais típicos das escolas veneziana e romana. Parece mais interessado em abordar uma imagem mental, em  encenar um acontecimento místico, e não em representar o episódio como uma aparição histórica. Tal proposição estaria em acordo com o pensamento contra-reformista então bastante difundido do uso da iconografia religiosa sobretudo para o estímulo à devoção. É curioso também o fato de que a maior parte das Anunciações de El Greco foi executada justamente em seu período toledano. Uma possível explicação para tanto estaria no suposto contato do pintor com os escritos de Santo Ildefonso, personalidade muito popular em Toledo e que foi representada diversas vezes por El Greco em suas últimas décadas de atividade. Santo Ildefonso é um dos patriarcas da Igreja Católica e dedicou boa parte de seus estudos ao tema da Imaculada Conceição.
Exemplar desse contexto é o grande retábulo da Anunciação executada para o Colegio de Doña María de Madri (Museu do Prado, 1596-1600), considerada não apenas uma de suas melhores representações do tema, imbuída de um misticismo sem paralelo em sua produção, mas também como uma de suas obras-primas absolutas. Dessa mesma composição há duas réplicas autógrafas em escala reduzida, datadas do mesmo período, conservadas hoje no Museu de Belas Artes de Bilbao e no Museu Thyssen-Bornemisza de Madri. É possível que o sucesso dessa composição entre seus contemporâneos tenha estimulado o pintor a executar o grupo de pinturas ao qual pertence a obra em pauta. Ligeiramente posterior a este grupo é o tondo da Anunciação pintado para o "Hospital de la Caridad" de Illescas, executado em colaboração com o filho, Jorge Manuel Theotokopoulos. Ainda mais tardia é a Anunciação encomendada para a igreja do Hospital de São João Batista, hoje conservada na coleção Santander de Madri.

## A obra

### Contextualização
Em suas últimas décadas de atividade em Toledo, El Greco, já estabelecido como mestre de grande prestígio, recebia frequentemente encomendas públicas de diversas organizações eclesiásticas para executar retábulos de grandes dimensões. Não obstante, o artista também era bastante solicitado por clientes de variadas regiões da Espanha para produzir pinturas de menor escala, mas de execução igualmente acurada, para servir à devoção em capelas particulares ou para figurar em coleções privadas. Muitas dessas obras menores reproduziam as mesmas composições concebidas por El Greco para seus grandes quadros de altar, fato atestado pela existência de muitas versões repetidas de suas obras primas, atribuídas indistintamente a El Greco e a seus colaboradores. Tal fato é documentado já no século XVII. Em El arte de la pintura, Francisco Pacheco del Río comenta que El Greco tinha o hábito de executar réplicas em tamanho reduzido de suas composições mais populares (os assim chamados ricordi), de forma que pudessem ser mantidas à disposição da clientela em seu ateliê ou servir para a execução posterior de cópias. É o caso, por exemplo, do já mencionado retábulo da Anunciação, atualmente no Prado, do qual existem duas réplicas autógrafas reduzidas.
Outras composições, entretanto, eram elaboradas já em formato reduzido, com o objetivo de atender exclusivamente a clientela privada, não estando relacionadas a quaisquer encomendas monumentais oficiais, mas sim concebidas como obras postas à venda diretamente no ateliê do artista. A preferência da clientela por determinada composição estimularia a produção de mais cópias autógrafas. Tal hábito explica não apenas a existência de uma grande quantia de versões de obras populares(como o Êxtase de São Francisco, da qual o MASP possui uma versão, São Francisco e Irmão Leo meditando sobre a morte e Santo Ildefonso, entre outras), mas também a dificuldade em determinar quais obras seriam as "originais" (no sentido de "protótipo") e quais seriam as derivações. É provavelmente nessa categoria que a Anunciação em pauta se insere.

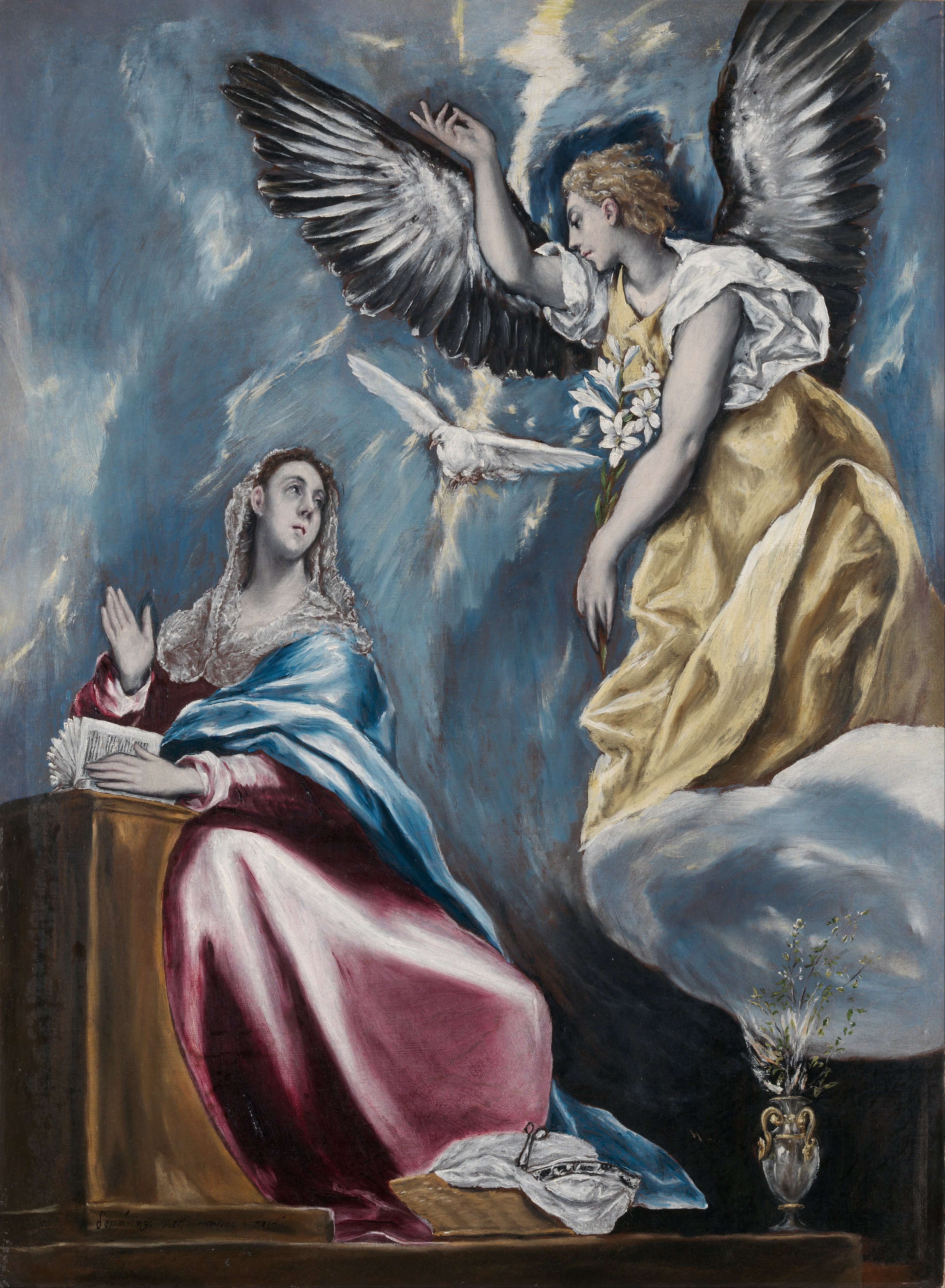
El Greco. Anunciação (c. 1600). Museu de Belas Artes, Budapeste.

Não há registro de nenhum retábulo reproduzindo a composição da Anunciação do MASP, mas uma série de versões muito parecidas em tamanho "privado" são conhecidas. No catálogo de 1998 do Museu de Arte de São Paulo, Luiz Marques aponta sete delas: uma no Museu de Arte de Toledo, em Ohio; uma no Museu de Belas Artes de Budapeste (assinada); uma na coleção Cintas, do Museu Nacional de Belas Artes de Havana; uma na coleção Soichiro Ohara, em Kurashiki, Japão; uma na coleção Zuloaga, em Zumaia, Espanha; e uma na coleção Ralph Coe, em Cleveland, nos Estados Unidos. Além de algumas das obras supracitadas, o catálogo de venda da Anunciação do Museu de Arte de Toledo, publicado pela Sotheby's, aponta duas versões suplementares: uma na coleção Danielson, em Groton, Massachusetts, e outra no Museu de Santa Cruz, em Toledo, Espanha.
Em que pese as semelhanças entre as versões, há variados graus de qualidade entre elas, apontando para uma maior ou menor participação do ateliê do artista na execução. Não obstante, as sete versões apontadas por Marques, incuindo-se a obra em pauta, são datadas entre 1595 e 1605 e consensualmente aceitas como autógrafas pela literatura especializada, à exceção de Harold Wethey. A versão anteriormente conservada no Museu de Arte de Toledo foi por muito tempo considerada o protótipo da série. A crítica contemporânea, entretanto, tende a acreditar que tal distinção cabe à pintura de Budapeste.

### Descrição e análise

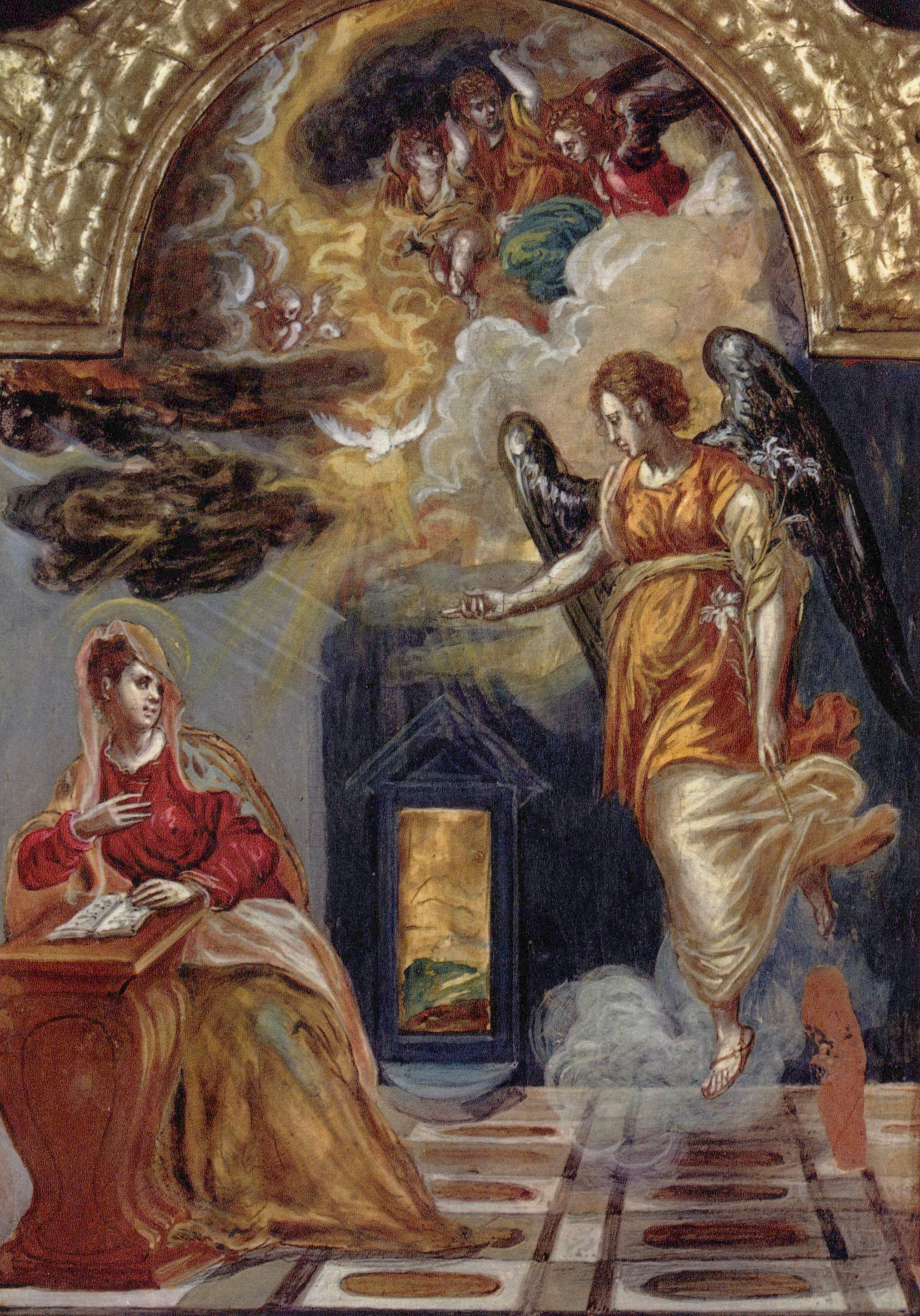
El Greco. Anunciação (c. 1567). Galleria Estense, Módena.

Segundo análise de Rodolfo Pallucchini, a obra retoma a composição elaborada por El Greco para o já mencionado painel do tríptico de Módena (c. 1567). Esta obra, por sua vez, derivaria de uma composição perdida de Ticiano, conhecida por meio de uma reprodução de Jacopo Caraglio. Marques também estabelece paralelos entre o painel de Módena e um retábulo da Anunciação de Tintoretto, conservado na Galleria degli Uffizi, Florença. El Greco retomaria o mesmo esquema compositivo, dez ou quinze anos mais tarde, com algumas variações, nas Anunciações conservadas na catedral de Sigüenza e no Museu de Santa Cruz de Toledo, bem como na famosa versão monumental do Museu do Prado, cujo sucesso entre seus contemporâneos pode ter influenciado o pintor a produzir a série a que pertence a obra do MASP.
Estão representados na obra a Virgem Maria, o arcanjo Gabriel, portador da revelação divina, e a pomba branca, símbolo do Espírito Santo. A composição é relativamente inusual na tradição iconográfica da Anunciação, com o anjo posicionado à direita da Virgem. Maria se ajoelha em um altar, caracterizando a ocorrência do episódio em um local sagrado, segurando a Bíblia, aberta, com sua mão esquerda. A mão direita encontra-se erguida, à altura do ombro. Traja um vestido de cor vermelha, em alusão à paixão de Cristo, com um manto azul por cima, simbolizando ao mesmo tempo proteção e fidelidade. Um véu branco, símbolo de modéstia e virtuosidade, cobre-lhe a cabeça, deixando a face à mostra, com uma das orelhas descobertas, talvez uma referência ao escutar da mensagem divina. Maria se esquece por um instante do livro sagrado, voltando a cabeça para o lado esquerdo, em direção a Gabriel. Seu semblante é calmo, angelical.
O anjo flutua sobre uma nuvem, aparentemente carregada de chuva, com o corpo ligeiramente inclinado em direção a Maria. Seu traje é amarelo, cor da eternidade, com as mangas brancas. A mão direita se levanta para saudar a Virgem. A mão esquerda porta um ramo de lírios, simbolizando pureza, inocência e virgindade. Seu semblante também é calmo e sua fisionomia algo andrógena ou infantil. Gabriel fita a Virgem com os olhos semi-cerrados. Sua cabeça é coroada por uma auréola luminosa. Um lampejo ocupa toda a parte central da pintura, estendendo-se quase até o chão. De seu centro, surge a pomba branca, que voa em direção a Maria. A luz também incide sobre a Virgem, iluminando suas roupas e parte de seu rosto.

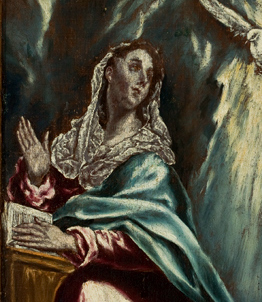
Detalhe da Virgem

Perto da Virgem, na parte inferior do quadro, um cesto de costura contém um pano branco e uma tesoura. É uma referência ao "tecer do véu do Templo", mencionado pelo Evangelho de João. Ao seu lado, um vaso com um ramo dentro, ardendo em chamas que não o consomem, tal qual a sarça ardente de Moisés, um elemento raro em representações da anunciação. O segundo plano da composição, indefinido, sugere a forma de nuvens entrecortadas por luzes místicas. É bastante escuro, o que confere mais destaque (e dramaticidade) ao lampejo divino e à iluminação que dele se origina.
Como em diversas outras composições de El Greco, a cenografia desta Anunciação é concebida por meio de zonas plasticamente distintas, mas que se interligam por meio de acordes rítmicos mutuamente correspondentes. É possível traçar uma diagonal, prolongando-se do vértice superior esquerdo ao vértice inferior direito, separando as figuras da Virgem e do anjo em dois triângulos distintos. O anjo e a nuvem que o sustenta ocupam o triângulo superior, a Virgem e o cesto de roupas ao seu lado se conformam no triângulo inferior. O equilíbrio da obra é assimétrico, conseguido por meio da tensão estrutural dessas áreas distintas. Os contornos das extremidades das figuras da Virgem e do anjo sugerem um movimento circular ou ovóide, entrecortado pelas curvas paralelas da asa direita do anjo e das asas da pomba. Essa disposição auxilia no equilíbrio da composição, ao mesmo tempo em que lhe confere a sensação de movimento.
Os corpos alongados e retorcidos das personagens, que parecem libertas da gravidade, auxiliam não apenas no equilíbrio, mas, sobretudo, para enfatizar o misticismo do acontecimento. A figura ascensorial do anjo encontra eco na figura igualmente ascensorial de Maria. Isoladamente, as duas figuras sugerem a forma e o movimento de uma chama, como recomendava, já em 1584, Gian Paolo Lomazzo, em seu Trattato dell'arte della pittura. Interligadas pelo lampejo místico ao centro da composição, elas se unem em um contorno harmonioso de ritmo ascendente. O ponto de vista, radial, origina-se na cesta, fornecendo as coordenadas para a contemplação da obra, de baixo para cima, enfatizando a ascensão. O cromatismo complexo da obra e o fundo indefinido removem os objetos da cena do mundo natural, inserindo-os em uma atmosfera saturada de significados místicos, tornando indistintas as dimensões do real e do imaginário. Por fim, chama a atenção a proeminência conferida à figura do Espírito Santo como agente da encarnação, provavelmente fruto das doutrinas contra-reformistas sobre a atitude religiosa do pintor.

## Atribuição

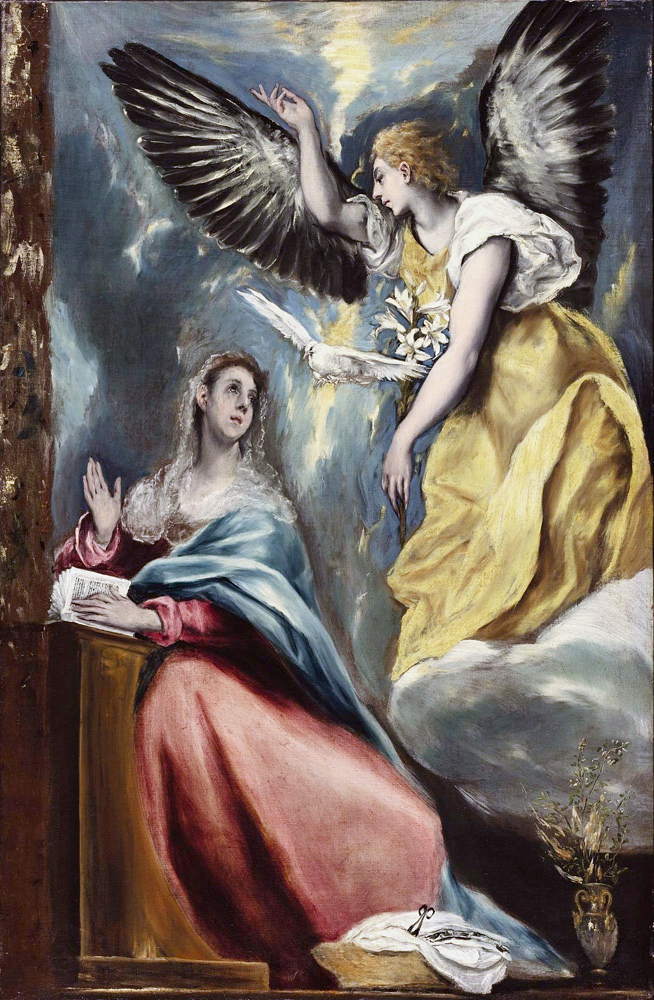
Anunciação, de El Greco (c. 1600). Versão do Museu de Arte de Toledo, Ohio.

A questão da autenticidade das obras tradicionalmente atribuídas a El Greco permanece como um tópico bastante controverso. Não apenas o número exato de obras executadas pelo artista é uma incógnita, mas mesmo a identificação das obras consideradas de autoria segura está distante de um consenso. Ao mesmo tempo em que a crítica contemporânea tende a ter uma atitude mais restritiva com relação às obras tradicionalmente reconhecidas como autênticas, outros trabalhos há pouco ignorados pelo historiografia tradicional têm sido atribuídos ao pintor. E, em ambos os caso, as disputas permanecem. O historiador José Camón Aznar atribuiu a El Greco aproximadamente 800 obras, ao passo que para Harold Wethey o número seria inferior a 300.
A obra do MASP, conforme mencionado, pertence a um grupo de versões quase idênticas entre si, mas com variados graus de qualidade. As sete versões identificadas por Luiz Marques em 1998 são tidas como autógrafas de El Greco pela quase totalidade dos estudiosos (Kehrer, Mayer, Waldmann, Palluchini, Bardi, Frati, etc.). A exceção é Wethey, para quem nenhuma das versões conhecidas da composição é obra de El Greco. O historiador norte-americano atribui todas as versões ao filho do artista, Jorge Manuel, a copistas ou a seu ateliê. A obra do MASP, especificamente, seria para Wethey obra de um artista anônimo, da escola de Jorge Manuel.
Segundo Pietro Maria Bardi, a obra é altamente representativa do estilo do artista: "A flamígera e chamejante condição da arte de El Greco, sua cenografia ascensorial, aparecem nesse quadro admiravelmente exemplificadas", escreveu o historiador em 1966. Para Luiz Marques, a obra seria inequivocamente autêntica: "[...] a versão do MASP é de autografia inquestionável pela qualidade e por sua radicalidade superlativa na deformação estilística das anatomias, como se nota, por exemplo, na desmaterializada coluna de luz serpenteante que serve de braço ao Anjo anunciante".

## Proveniência
A obra pertenceu à coleção de Maurício Peña, em Velayos, Espanha. De lá, rumou para Paris, passando a integrar a coleção de Lucas Moreno. Foi adquirida deste pelo Barão M. Herzog e levada para Budapeste. Em seguida, passou para a posse da Galeria Wildenstein de Londres, onde foi adquirida pelo Museu de Arte de São Paulo, com recursos doados por Fúlvio Morganti, Pedro, Luiz e Dovilico Ometto, Bandillo Biaggi, Arnaldo Ricciardi, Geremia Lunardelli e por um grupo de canavieiros paulistas organizado por Nelson Mendes Caldeira. Integrou-se oficialmente à coleção do MASP em 20 de dezembro de 1952.